# Спеціальна загальноосвітня школа-інтернат (Мукачево)
Мукачівська спеціальна загальноосвітня школа-інтернат I-II ступенів Закарпатської обласної ради — навчально-виховний освітній заклад у місті Мукачевому; єдиний в Закарпатській області освітній заклад, що приймає дітей з вадами зору.

## Історія школи
Заснована Мукачівська школа-інтернат була 1923 року за ініціативою лікаря-офтальмолога доктора Ф. Л. Фронтака. На той існувала гостра потреба у такому закладі, адже на Закарпатті (яке на той час входило до Чехословаччини як Підкарпатська Русь) проживало багато сліпих дітей, що ніде не навчались і не виховувалися. З метою відкриття такого закладу було придбано маєток у місті Мукачевому по вул. Шугарут, 76. Він складався з трьох будинків і саду. Перші сліпі діти з'явилися у закладі 1 вересня 1923 року, яких спершу було восьмеро. Першим директором Мукачівської школи-інтернату для сліпих дітей був В. П. Гоменюк, який пропрацював до 1928 року.  
У 1928–1932 роках директором школи був В. В. Довгун. У цей період кількість дітей поступово зросла до 30 учнів.
У 1932 році директором школи став досвідчений тифлопедагог Штіліхо Шандор, який вперше почав пошук та перепис сліпих дітей на Закарпатті, і тоді кількість дітей почала значно зростати. З 1935 року школу очолювала Юричко Мальвіна Василівна, яка попрацювала до 1938 року, коли директором школи знову став Штіліхо Шандор.
В той час школа знаходилась на державному утриманні Чехословаччини. Директор та вчителі вважалися державними службовцями, а обслуговчий персонал інтернату, до якого входили вихователі-наглядачі, медсестра, прибиральниці та кухар — працівниками дитячого притулку. Вихователі не мали педагогічної освіти. Школа працювала за програмою масової восьмирічки — «Народної школи». Дітей приймали в школу з віку 6 років. До 8 років вони проходили адаптацію і отримували необхідні навички для подальшого навчання. Учні перебували в школі до 15-річного віку. Заняття проходили українською, був урок чеської мови, а також гуртки музики, співів, ліпки, діяв дитячий хор. Щонеділі учні йшли до церкви. Утримання у школі було платним, але ті сім'ї, які мали так зване «Свідоцтво бідності» від плати звільнялися.
23 квітня 1939 року директор школи Штіліхо Шандор створив «Товариство підтримки сліпих Закарпаття». На базі товариства облаштували одну щіткарську майстерню, де проходила професійна підготовка учнів школи-інтернату. На той час ця школа рахувалась єдиною організацією з підприємством у Закарпатті. 
Після угорської анексії Підкарпатськох Русі, 1940 року всіх учнів віком до 15 років без відома і згоди батьків було переведено до Будапешту (Угорщина), де вони навчались у школі для сліпих дітей. З ними поїхала досвідчений педагог М. Ріхтер, яка працювала з дітьми в Будапешті до 1945 року. Там діти вивчали угорську мову.
З 1945 року директором школи знову стала Юричко-Головей Мальвіна Василівна. Штіліхо Шандор за невідомих обставин був заарештований і відправлений до Сибіру. Постановою Народної ради Закарпатської України в цьому ж році приміщення школи-інтернату розташувалося у Мукачевому по вулиці Леніна, 80, а школу було підпорядковано Закарпатському обласному відділу народної освіти. Умови проживання в школі були дуже важкими. Приміщення не відповідали вимогам і нормам, вони були не пристосовані до навчання та проживання: їдальня слугувала одночасно актовим та спортивним залом; класні та спальні приміщення були дуже тісними, темними та холодними.
У період 1947–1959 років школу очолювали: Росоха, Андрашко, Гашпар, Гарагонич.
З 1959 року колектив очолив Бігарі В. С., завдяки якому було збудовано нову триповерхову школу в місті Мукачевому по вул. Димитрова, 4. В 1962 році у школі вже працювало 24 педагога, з них: 4 з середньою педагогічною освітою, 2 — з середньою загальною, 4 — з незакінченою вищою освітою, 4 — з вищою спеціальною освітою (дефектологічною), 10 — з вищою педагогічною освітою. Школа на вул. Леніна, 80 проіснувала до 1970 року. Тривалий час учні могли перебувати в школі до 16 років, після чого більшість із них навчались у вечірній школі і працювали на спеціальних підприємствах. Однак декілька учнів змогли продовжити навчання і згодом отримати вищу освіту.
У грудні 1970 року школа перейшла у новозбудоване приміщення по вулиці Димитрова, 4, де вона знаходиться й по сьогодні.
З 22 лютого 1978 року по 15 вересня 1999 року школу очолював Гужвай Тиберій Миколайович. За цей час було відкрито гімназичний клас, діяли гуртки, дослідні майстерні.  
З 1999 року і дотепер (станом на грудень 2012) заклад очолює Сенько Іван Васильович.

## Матеріально-технічна база
Збудоване у 1970 році приміщення школи має три поверхи та проектну місткість у 153 учня віком від 6 до 17 років. Перший поверх — адміністративний, другий — навчальний, третій поверх — спальний.
На першому поверсі розміщено їдальню на 80 місць, актовий зал на 100 місць, спортзал, дві майстерні (зокрема столярну), бібліотеку, ігрову кімнату, комп'ютерний клас, кабінети директора, бухгалтерії, практичного психолога, логопеда, музики, лікувальної фізкультури (ЛФК), медичний блок із семи кімнат (зокрема плеоптичний та маніпуляційний кабінети, ізолятор), які обладнанні сучасною медичною апаратурою. Кабінет розвитку мовлення обладнаний комп'ютерною лінгафонною системою за програмою «Видима мова». У шкільній бібліотеці знаходяться книги для сліпих та слабозорих дітей, збільшувальні прилади для читання, диски для прослуховування художніх творів, читальна машина «Книголюб».
На другому поверсі знаходяться класні кімнати та кабінети. Серед них методичний, корекційно-розвитковий (корекції та СПО), хімії і фізики, в якому встановлено електронну інтерактивну дошку; кабінет історії та правознавства, обладнаний телевізійно-електронно-збільшуваною та звукопідсилюючою системою; кабінет української мови та літератури оснащений комп'ютером та збільшувальними приладами для читання; кабінети біології, географії та іноземних мов; кабінет математики та інформатики із сучасними комп'ютерами.
В одному з комп'ютерних класів встановлено програму для незрячих «Virgo».
На третьому поверсі знаходиться 21 спільна спальна кімната.
В господарському корпусі школи діють дві мінікотельні, які забезпечують теплом будівлю школи. 2010 року тут також було облаштовано сучасний критий басейн з душовими та підсобними приміщеннями.
Також школа має навчально-дослідну ділянку (площею 0,5 га), яблуневий сад, спортивний майданчик, стадіон та ігрові майданчики.

## Сьогодення
Навчально-виховний процес забезпечують 47 педагогічних працівників, близько половини з яких мають вищу чи першу кваліфікаційну категорію. Багато з педагогів мають також другу вищу освіту — дефектологічну.
Однією з форм виховної роботи школи є учнівське самоврядування, яке допомагає вихованцям усвідомити свою причетність і відповідальність за вирішення проблем та задач закладу. За роботу по новій системі самоврядування інтернатного закладу школа-інтернат у 2003 році стала призером конкурсу Міністерства освіти і науки України.
В школі проходять різноманітні конкурси, вікторини, діють гуртки з кераміки, фітодизайну, інструментальний гурток та гурток художньої самодіяльності, танцювальний, вокальний, секція легкої атлетики.
Вихованці беруть активну участь у міських та обласних конкурсах художньої самодіяльності «Повір у себе», беруть участь у різноманітних виставках дитячої творчості для дітей з особливими потребами, де неодноразово займали призові місця. Малюнки учнів брали участь у всесвітній виставці в Греції. В 2008–2009 навчальному році команда учнів спецшколи стала призером України в змаганнях по голболу, легкій атлетиці, армреслінгу.
Лікар-офтальмолог спецшколи проводить лікування учнів із застосуванням лазерних офтальмологічних стимуляторів.
Допрофесійна підготовка у школі включає такі напрямки: масаж, фітодизайн, кераміка, музика, інформатика.
Девізом навчального закладу є: «Школа живе, школа працює, школа шукає».